# Gödényfélék
A gödényfélék (Pelecanidae), hétköznapi nevükön pelikánok a madarak (Aves) osztályának és gödényalakúak (Pelecaniformes) rendjének a névadó családja.
Ebbe a családba 1 madárnem és 8 recens faj tartozik.

## Agödényés apelikánszó
A gödény szó az ótörök kutan rokona, ugyanúgy mint a hattyú szónak. (Az oszmán-törökben a borzas gödény neve kutan, míg a csagatáj török nyelvben a kotan szó „hattyút” jelent. A kutan ótörök szóalakja eleve a hattyú származéka, amely quɣu a jenyiszeji ótörök feliratokban. A karluk és szibériai török nyelvek többségében a hattyút és a pelikánt ugyanaz a szó jelöli. A hattyút két ugor nyelvben hasonló szavak jelölik: hanti köteng, manysi kotang, ezek török átvételek. A pelikán szó eredete az azonos jelentésű ógörög πελεκανος, pelekanosz. A név hangutánzó eredetű, a πελεκαω, pelekaó („fejszével vág”) származéka, a πελεκυς, peleküsz („fejsze”) szó alapján.

## Előfordulásuk

### Elterjedésük
Trópusi, szubtrópusi és mérsékelt öveken élnek. Előfordulnak minden földrészen. A Duna-delta két gödényfaja a rózsás gödény és a borzas gödény.

### Élőhelyük
Mivel táplálékukként sok hal szükséges, és nem tudnak víz alá merülni, inkább a sekély tavaknál élnek. Több fajt is találtak a sós vízen, és amelyekről bebizonyosodott, hogy kitelelnek a nyílt vízen is.

## Megjelenésük
A pelikánok nagy vízi madarak, közülük is a legnagyobb a borzas gödény, amelynek testhossza 180 centiméter, testtömege 13 kilogramm, szárnyfesztávolsága 3,45 méter. A legkisebb a barna gödény, melynek szárnyfesztávolsága 2 méter, testtömege 4 kilogramm. A legszembetűnőbb a 25–47 centiméteres csőrük, közülük is az ausztrál pelikánnak a leghosszabb: a kifejlett példányoké elérheti a 34-47 centimétert. Csőrük alatt akár 13 literes torokzacskó található, amely a táplálkozásban segíti őket. Szárnyaik hosszúak és szélesek. A pelikánok akár 5000 kilométeren keresztül tudnak repülni megállás nélkül, 56 km/h sebességgel és 3000 méteres magasságban. Lábujjaik között úszóhártya található, lábaik távol vannak egymástól. Tollazatuk minden fajnál fehér és a szárnyuknál fekete, kivéve a barna pelikánt, amelynek a neve árulkodik a színéről.

## Életmódjuk
Táplálékuk szinte kizárólag halakból áll. Naponta testtömegük 10%-ának megfelelő tömegű táplálékot fogyasztanak el, ez körülbelül 1,2 kg halat jelent. Főleg csoportokban vadásznak, így bekerítik a halakat, és azok a sekély vízben nem tudnak a mélységbe menekülni, így könnyen el lehet kapni őket.

## Szaporodásuk
A pelikánok telepekben fészkelnek. Szaporodási időszakuk tavasszal kezdődik, az Észak-Amerikában élő fajoknál áprilisban. A trópusi klímákban nem rögzített, mivel egész évben lehetséges. Fészeképítésük nagyon eltérő, egyes fajnál csak egy mélyedésből áll, más fajoknál ágakból és levelekből áll, melynek átmérője 75 centiméter, magassága 30 centiméter. Fészekaljuk általában két tojásból áll, melyet 30–36 napon belül kiköltenek.

## Rendszerezés

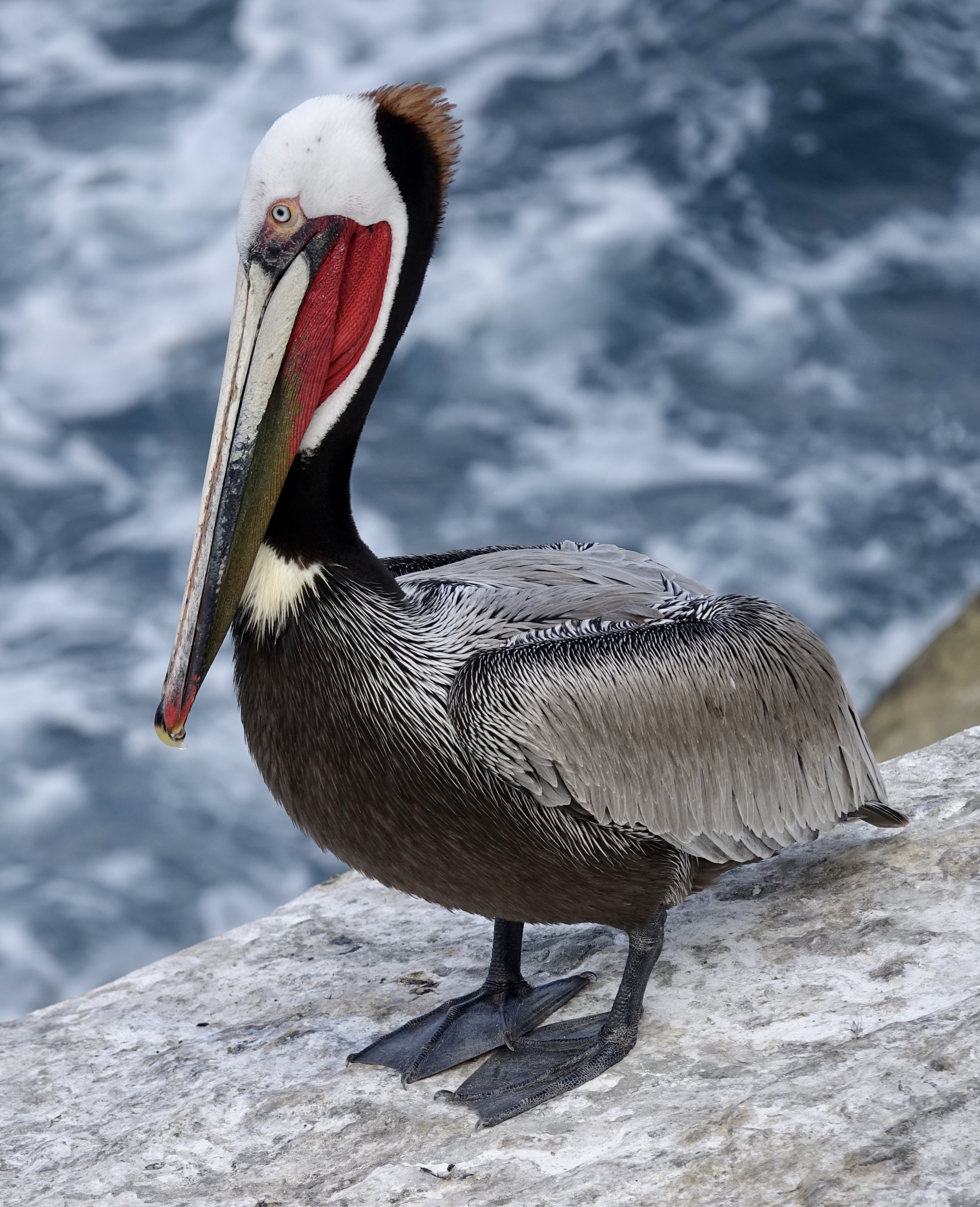
barna gödény (Pelecanus occidentalis)

A családba az alábbi 1 madárnem és 8 faj tartozik:
- Pelecanus Linnaeus, 1758 – 8 faj
  - ausztrál pelikán (Pelecanus conspicillatus) Temminck, 1824
  - borzas gödény (Pelecanus crispus) Bruch, 1832
  - orrszarvú pelikán (Pelecanus erythrorhynchos) Gmelin, 1789
  - barna gödény (Pelecanus occidentalis) Linnaeus, 1766
  - rózsás gödény (Pelecanus onocrotalus) Linnaeus, 1758 - típusfaj
  - foltoscsőrű gödény (Pelecanus philippensis) Gmelin, 1789
  - vörhenyes gödény (Pelecanus rufescens) Gmelin, 1789
  - déli gödény (Pelecanus thagus) Molina, 1782

Korábban a nyolc élő fajt két csoportra osztották, a nagyjából fehér tollazatú, talajon fészkelőkre (ausztrál pelikán, borzas gödény, rózsás gödény és orrszarvú pelikán) és a szürke vagy barna tollazatú, fákon (vörhenyes gödény, foltoscsőrű gödény és barna gödény), illetve sziklákon fészkelőkre (déli gödény). A nagyjából tengeri életmódot folytató barna gödényt és déli gödényt, korábban ugyanannak a fajnak vélték. Néha ezt a kettőt a nemen belül a Leptopelicanus alnembe sorolják, azonban ennek nincsen alapja. Valójában a fészkelési szokások alapján sem lehet csoportosítani őket, mivel a talajon fészkelők is építhetnek fészket a fára, vagy fordítva a fákon fészkelő kiköltheti tojásait a talajon.
A mitokondriális és nukleotid DNS-vizsgálatok végeztével, egy egészen más kép alakult ki e madárfajok csoportosításáról. A kutatásból kitudódott, hogy három főág van: az Újvilágban kettő; az egyik az orrszarvú pelikán, míg a másikat a két barna gödényfaj alkotja; a harmadik főágat az Óvilágban levő öt másik faj képezi. Az óvilági ágon belül a borzas gödény, a foltoscsőrű gödény és a vörhenyes gödény közelebbi rokonságban állnak egymással, mint a többiekkel. Hozzájuk az ausztrál pelikán van a legközelebb. A rózsás gödény is ennek az óvilági ágnak a képviselője, azonban jóval hamarább levált a közös ősről; a kutatások szerint a rózsás gödény a testvértaxonja lehet a másik négy faj közös ősének. Úgy tűnik, hogy a gödényfélék az Óvilágban jelentek meg először, később telepedtek le az Amerikákba; és a fészkelési szokásaikat nem a genetika, hanem csupán a madarak testmérete határozza meg.

### Fosszilis fajok
Az eddigi felfedezett fosszilis maradványok alapján, tudjuk, hogy az igazi gödényfélék már 30 millió éve, azaz az oligocén kor eleje óta léteznek. A legkorábbi képviselőjüket Franciaország délkeleti részén, Luberonban találták meg. Ez a madár feltűnően hasonlít a mai pelikánokra. A csőre majdnem teljes, alaktanilag majdnem azonos a mai élő fajokkal; tehát a gödényfélék eme különleges táplálkozási módszere már az ősidőkben is létezett. A kora miocén kori  Miopelecanus gracilisról azt hitték, hogy különleges és egyedi adottságokkal rendelkezik, de később a Pelecanus gracilis névvel besorolták a mai pelikánok nemébe; manapság viszont újból visszahelyezték a saját, monotipikus nemébe. A késő eocén korszaki Protopelicanus talán ősi gödényalakú vagy ősi szulaalakúak (Suliformes), de a hozzájuk hasonló tengeri fogképződményes Pelagornithidae madárcsalád tagja is lehet. A Patagóniában talált miocén kori Liptornis nomen dubiumnak, azaz kétséges névnek bizonyult; maradványai annyira töredékesek és hiányosak, hogy ezidáig még nem sikerült pontosan azonosítani nemcsak a faját, de még azt sem, hogy melyik rendbe tartozik-e.
Észak-Amerikában jóval kevesebb gödénymaradványra bukkantak, mint Európában, kontinens mely elég gazdag lelőhelynek bizonyult. A kövületek alapján több Pelecanus nembéli fosszilis fajt is leírtak, illetve megneveztek az őslénykutatók. Az alábbi lista ezeket a fajokat foglalja magába:
- Pelecanus cadimurka Rich & van Tets, 1981 (késő pliocén; Dél-Ausztrália)[12]
- Pelecanus cautleyi Davies, 1880 (kora pliocén; Siwalik dombok, India)[11]
- Pelecanus fraasi Lydekker, 1891 (középső miocén; Bajorország, Németország)[11]
- Pelecanus gracilis Milne-Edwards, 1863 (kora miocén; Franciaország) (lásd fentebb a Miopelecanusnál)[11]
- Pelecanus halieus Wetmore, 1933 (késő pliocén; Idaho, USA)[13]
- Pelecanus intermedius Fraas, 1870 (középső miocén; Bajorország, Németország)[11] (1984-ben Cheneval a Miopelecanus szinonimájává tette)
- Pelecanus odessanus Widhalm, 1886 (késő miocén; Odessza közelében, Ukrajna)[14]
- Pelecanus schreiberi Olson, 1999 (kora pliocén; Észak-Karolina, USA)[10]
- Pelecanus sivalensis Davies, 1880 (kora pliocén; Siwalik dombok, India)[11]
- Pelecanus tirarensis Miller, 1966 (késő oligocéntól középső miocénig; Dél-Ausztrália)[15]

## A kultúrában
A református egyházban a pelikán a népéért önmagát feláldozó Jézus jelképe. Ezért pelikán díszíti több református templom szószékének koronáját (Horváth, 1993). Példák:
- szalonnai református templom
- sajószentpéteri református nagytemplom
- somkeréki református templom

## Fordítás
- Ez a szócikk részben vagy egészben  a   Pelican című angol Wikipédia-szócikk ezen változatának fordításán alapul.  Az eredeti cikk szerkesztőit annak laptörténete sorolja fel. Ez a jelzés csupán a megfogalmazás eredetét és a szerzői jogokat jelzi, nem szolgál a cikkben szereplő információk forrásmegjelöléseként.